# Drapeau du New Jersey
Le drapeau du New Jersey est le drapeau officiel de l'État américain du New Jersey. Il inclut le sceau du New Jersey sur un fond de couleur chamois.  D'après un compte rendu de l'Assemblée Générale du New Jersey datant du 11 mars 1896, la couleur de fond proviendrait de George Washington, qui demanda le 2 octobre 1779, que les manteaux des uniformes de la New Jersey Continental Line soient bleu foncé, avec un revêtement couleur chamois. Ce revêtement de couleur chamois est resté réservé seulement pour les généraux continentaux et leurs aides. Puis, le 28 février 1780, les officiers de guerre continentaux de Philadelphie demandèrent que tous ces manteaux aient la même couleur de fond que le drapeau d'état du régiment.